# Brookula proseila
Brookula proseila là một loài ốc biển, là động vật thân mềm chân bụng sống ở biển thuộc họ Liotiidae.